# Celia (virtueller Assistent)
Celia ist ein mit künstlicher Intelligenz ausgestatteter virtueller Assistent, der von Huawei für seine auf Android basierende Benutzeroberfläche EMUI außerhalb von China entwickelt wurde, denen Google Services und ein Google-Assistent fehlen.

## Funktionen
Der Assistent erledigt Aufgaben wie Einstellungen, Timer, Telefon, HUAWEI Music, Nachrichten, Wecker, Wetter, HUAWEI Video, Kalender, Sport, Übersetzen, Suchen, Taschenlampe, Screenshot, Memo, App öffnen, Kamera, AI Touch und AI Lens.

## Geschichte
Offiziell eingeführt wurde Celia mit der Veröffentlichung der P40 Serie am 26. März 2020. Die P40 Serie war die erste P Serie ohne Google Mobile Services (GMS). Zunächst war der smarte Sprachassistent nur in den Sprachen: Englisch (UK), Spanisch und Französisch in den Regionen: Vereinigtes Königreich, Frankreich, Spanien, Chile, Mexiko, Kolumbien und Südafrika verfügbar.
Mit EMUI 11, das erstmals im September 2020 auf der HDC 2020 (HUAWEI Developer Conference) vorgestellt wurde, wurde der virtuelle Assistent auch auf Deutsch, als erstes für die P40 Serie, angekündigt.
Mit der am 26. September 2020 startenden Beta von EMUI 11 stand Celia dann den Teilnehmern des FUT (Friendly User Test) am 14. Oktober 2020 auf Deutsch zur Verfügung. Dies betraf die Geräte: HUAWEI P40, P40 Pro, P40 Pro + und Mate 30 Pro. Ein weiteres Gerät, dass EMUI 11 schon out of the box an Board hatte, ist das Mate 40 Pro. Hier stand bereits zum Release am 10. November 2020 der smarte Sprachassistent in Deutschland zur Verfügung.